# Coppa Lombardia
La Coppa Lombardia era un trofeo calcistico per squadre di club istituito nei primi anni del XX secolo.
Il trofeo fu messo in palio a proprie spese da Pierino Negrotto Cambiaso, presidente del Casteggio.
Il trofeo aveva un'originale formula challenge; la "Coppa" veniva messa in palio in gara secca tra la squadra detentrice ed una squadra sfidante. Nella prima edizione della coppa la squadra che fosse riuscito a difenderlo in quattro sfide consecutive si sarebbe aggiudicato definitivamente il trofeo, mentre nella seconda le sfide aumentarono a sette.
La coppa non è da confondersi con l'omonima Coppa Lombardia disputata tra il 1916 ed il 1917 ed organizzata dal comitato regionale lombardo in sostituzione del normale campionato italiano di calcio sospeso a causa della prima guerra mondiale. 
Il trofeo era una coppa realizzata dal piacentino Enrico Astorri dal valore di 8 000 lire italiane.

## 1ª edizione

### 1904
Semifinali
| Arbitro: | Bosisio (Milano) |

|   |           |   |
| ? | Marcatori | ? |

| Casteggio 20 settembre 1904 Semifinale | US Milanese | ? – ? | Casteggio |  |

- Risultato sconosciuto.

Finale
| Casteggio 20 settembre 1904 Finale             | Milan     | 3 – 0 referto | US Milanese |  |
| \| \| \| \| \| 5’ 18’ 20’ ? \| Marcatori \| \| |           |               |             |  |
|                                                |           |               |             |  |
| 5’ 18’ 20’ ?                                   | Marcatori |               |             |  |

### 1905
| Arbitro: | Bosisio (Milano) |

|  |           |                                  |
|  | Marcatori | Trerè Pedroni Giger Rizzi Piazza |

### 1906
Semifinali
| Arbitro: | Bertinetti (Vercelli) |

|   |           |   |
| ? | Marcatori | ? |

| Casteggio 21 ottobre 1906 Semifinale  | US Milanese | 2 – 1 | Genoa |  |
| \| \| \| \| \| ? \| Marcatori \| ? \| |             |       |       |  |
|                                       |             |       |       |  |
| ?                                     | Marcatori   | ?     |       |  |

Finale
| Arbitro: | Bertinetti (Vercelli) |

|            |           |  |
| Widmer 25’ | Marcatori |  |

### 1907
Al triangolare parteciparono Milan, US Milanese e Torino. I rossoneri milanesi si aggiudicarono il torneo vincendo entrambi gli incontri. Il Milan vincendo per la quarta volta la coppa si aggiudica il trofeo noto come Coppa Casteggio o Coppa Negrotto.
| Arbitro: | Bertinetti (Vercelli) |

|                 |           |  |
| Gol · Gol · Gol | Marcatori |  |

| Arbitro: | Bertinetti (Vercelli) |

|                 |           |           |
| Gol · Gol · Gol | Marcatori | Gol · Gol |

| Arbitro: | Bertinetti (Vercelli) |

|     |           |  |
| Gol | Marcatori |  |

## 2ª edizione

### 1910
Inizialmente era iscritta anche l'US Milanese che poi diede forfait.
| Casteggio 22 maggio 1910 | Casteggio | 1 – 12 referto | Genoa |  |

### 1911
| Arbitro: | Scamoni (Torino) |

|                                        |           |              |
| Murphy 3’ (rig.), 29’ (rig.) Comte 44’ | Marcatori | 18’ Bavastro |

### 1912
| Arbitro: | Scamoni (Torino) |

|                                    |           |              |
| Walsingham 14’ Grant 22’ Comte 60’ | Marcatori | 67’ Van Hege |

### 1913
Il Genoa difese il possesso della Coppa nella sfida contro la Pro Vercelli.
| Genova 21 settembre 1913                                     | Genoa     | 2 – 1        | Pro Vercelli |  |
| \| \| \| \| \| Grant 8’, 43’ \| Marcatori \| 90’ Milano I \| |           |              |              |  |
|                                                              |           |              |              |  |
| Grant 8’, 43’                                                | Marcatori | 90’ Milano I |              |  |

### 1915
Il Genoa difese il possesso della Coppa nella sfida contro l'Andrea Doria.
| Genova 11 aprile 1915                                                                           | Genoa     | 5 – 0 | Andrea Doria |  |
| \| \| \| \| \| Walsingham 35’ Sardi 42’, 58’ Santamaria 82’ Leale 89’ (rig.) \| Marcatori \| \| |           |       |              |  |
|                                                                                                 |           |       |              |  |
| Walsingham 35’ Sardi 42’, 58’ Santamaria 82’ Leale 89’ (rig.)                                   | Marcatori |       |              |  |

### 1920
La competizione tornò ad essere disputata dopo il termine della prima guerra mondiale ed il Genoa difese il possesso della Coppa nella sfida contro l'Alessandria.
| Genova 17 ottobre 1920 | Genoa | 3 – 2 | Alessandria |  |

### 1922
Il Genoa si aggiudica definitivamente la competizione battendo l'US Milanese.
| Genova 24 settembre 1922                                     | Genoa     | 3 – 1 | US Milanese | Campo di Marassi |
| \| \| \| \| \| De Vecchi rig.’ Santamaria \| Marcatori \| \| |           |       |             |                  |
|                                                              |           |       |             |                  |
| De Vecchi rig.’ Santamaria                                   | Marcatori |       |             |                  |

## Vittorie per squadra

### 1ª edizione
| Squadra                       | Vittorie | Edizioni vinte         |
| ----------------------------- | -------- | ---------------------- |
| Milan Football & Cricket Club | 4        | 1904, 1905, 1906, 1907 |

- Il Milan si aggiudicò il trofeo, spettante, come da regolamento, alla squadra vincitrice di quattro edizioni consecutive.

### 2ª edizione
| Squadra                         | Vittorie | Edizioni vinte                           |
| ------------------------------- | -------- | ---------------------------------------- |
| Genoa Cricket and Football Club | 7        | 1910, 1911, 1912, 1913, 1915, 1920, 1922 |

- Il Genoa si aggiudicò il trofeo, spettante, come da regolamento, alla squadra vincitrice di sette edizioni consecutive.